# Pakenham (Victoria)
Pakenham is een voorstad van Melbourne in de Australische deelstaat Victoria. Bij de telling van 2016 had Pakenham 46.421 inwoners.